# Сеско (Атлантические Пиренеи)
Сеско́ (фр. Cescau) — коммуна во Франции, находится в регионе Аквитания. Департамент — Атлантические Пиренеи. Входит в состав кантона Арти-э-Пеи-де-Субестр. Округ коммуны — По.
Код INSEE коммуны — 64184.

## География
Коммуна расположена приблизительно в 640 км к югу от Парижа, в 150 км южнее Бордо, в 17 км к северо-западу от По.

### Климат
Климат тёплый океанический. Зима мягкая, средняя температура января — от +5°С до +13°С, температуры ниже −10 °C бывают редко. Снег выпадает около 15 дней в году с ноября по апрель. Максимальная температура летом порядка 20-30 °C, выше 35 °C бывает очень редко. Количество осадков высокое, порядка 1100 мм в год. Характерна безветренная погода, сильные ветры очень редки.

## Население
Население коммуны на 2010 год составляло 517 человек.
| 1962 | 1968 | 1975 | 1982 | 1990 | 1999 | 2010 |
| ---- | ---- | ---- | ---- | ---- | ---- | ---- |
| 253  | 231  | 220  | 270  | 358  | 349  | 517  |

## Администрация
| Период | Период | Фамилия         | Партия | Примечания |
| ------ | ------ | --------------- | ------ | ---------- |
| 1995   | 2008   | Жан Казабан     |        |            |
| 2008   | 2014   | Кристиан Маркос |        |            |
| 2014   | 2020   | Эрве Лафит      |        |            |

## Экономика
В 2010 году среди 322 человек трудоспособного возраста (15-64 лет) 248 были экономически активными, 74 — неактивными (показатель активности — 77,0 %, в 1999 году было 71,4 %). Из 248 активных жителей работали 230 человек (124 мужчины и 106 женщин), безработных было 18 (7 мужчин и 11 женщин). Среди 74 неактивных 25 человек были учениками или студентами, 32 — пенсионерами, 17 были неактивными по другим причинам.

## Достопримечательности
- Церковь Усекновения Главы Иоанна Крестителя (1823 год)[4]

## Фотогалерея
- Сеско
- Сеско
- Церковь Усекновения Главы Иоанна Крестителя
- Военный мемориал